# بخش دل
بخش دل (به فرانسوی: Arrondissement de Dole) یک بخش در فرانسه است که در ژورا واقع شده‌است.